# Vía expresa

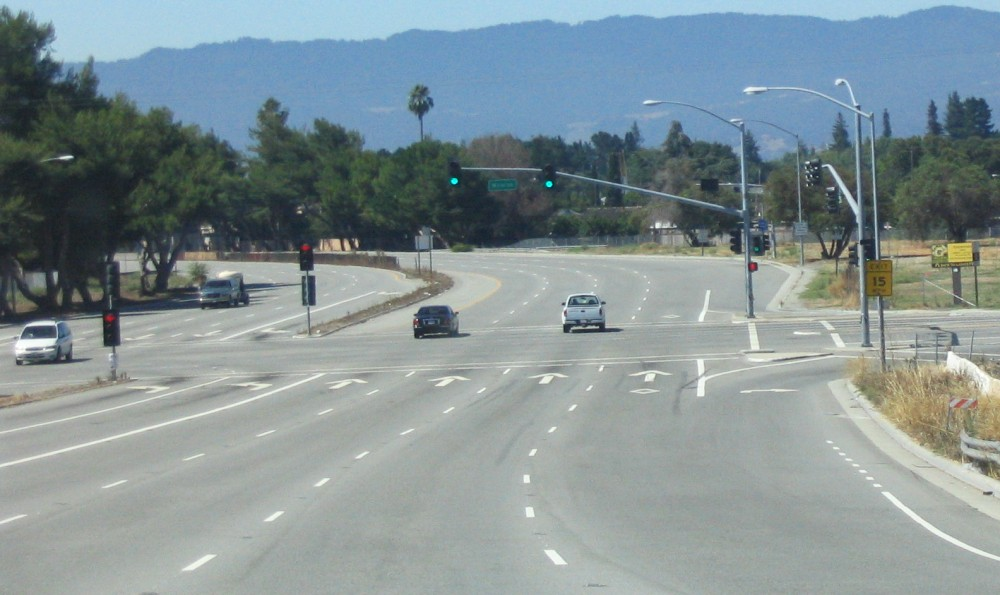
Vía Expresa de San Tomas en el Condado de Santa Clara. California es uno de los estados de Estados Unidos que legalmente distinguen entre autovías y vías expresas. Note la presencia de los semáforos bajo la clasificaciones de vías expresas en California.

Una vía expresa (en inglés expressway) es una autopista dividida para el tráfico de alta velocidad con al menos un control parcial de acceso. Sin embargo, el grado de acceso de permitir vías expresas varía entre países y entre regiones dentro de un mismo país. En algunas jurisdicciones, las vías expresas están divididas en arterias con un límite en la frecuencia de una calzada y que interceptan calles de cruces. En otras jurisdicciones, el acceso a las vías expresas es limitada sólo a un grado de separar las autopistas de intercambio, convirtiéndolas casi en autovías.
El término expressway es usado actualmente en Australia, Canadá, China, India, Irán, Japón, Malasia, Nueva Zelanda, Nigeria, Pakistán, Filipinas, Polonia, Catar, Singapur, Perú, Corea del Sur, Tailandia, y los Estados Unidos (donde se originó).

## Estados Unidos
En los Estados Unidos un expressway es definido por el manual uniforme de dispositivos de control del tráfico del gobierno federal como una carretera dividida con control de acceso parcial. En contraste, a la autovía definida como una carretera dividida con control de acceso completo. La diferencia entre acceso parcial y completo es que las vías expresas pudieran tener un número limitado de pasos a desnivel e intersecciones (convirtiéndolas en una autopista de acceso rápido), mientras que en el acceso de las autovías son permitidos los pasos a desnivel y autopistas de intercambio o interconexiones. Las vías expresas bajo esta definición no pueden calificar para los estándares de las autopistas interestatales (en la cual prácticamente no permite los pasos a desnivel y/o calzadas) y por eso están numeradas como carretera estatales o carreteras federales.